# Bathurst Regional Council
Bathurst Regional Council is een Local Government Area (LGA) in de Australische deelstaat New South Wales.